# 上里塬乡
上里塬乡，是中华人民共和国甘肃省庆阳市华池县下辖的一个乡镇级行政单位。

## 行政区划
上里塬乡下辖以下地区：
上里塬村、甘其村、黄塬村、柳树河村、鸭口村和彭家寺村。